# Giallo (film, 1933)
Pour les articles homonymes, voir Giallo (homonymie).
Pour plus de détails, voir Fiche technique et Distribution.
Giallo est un film policier italien réalisé par Mario Camerini et sorti en 1933.
Il s'agit d'une adaptation de la pièce de théâtre britannique The Man Who Changed His Name d'Edgar Wallace écrite en 1928. Il a été conçu pour tirer parti de la popularité croissante en Italie d'Il Giallo Mondadori, une collection de roman policier remarquable pour sa couverture jaune et ses intrigues mélodramatiques. Il est également considéré comme un précurseur au genre cinématographique italien du giallo, qui a connu un grand succès après la Seconde Guerre mondiale.
Les décors du film ont été conçus par le décorateur Gastone Medin. Il a été tourné aux studios Cines à Rome. 

## Synopsis
Henriette est l'épouse d'un riche propriétaire terrien qui la néglige. Elle se console en lisant des livres de détective. Un jour, sa vie est bouleversée par l'homonymie de son mari avec un bandit en fuite. 

## Fiche technique
- Titre original : Giallo[2] (litt. « Jaune »)
- Réalisation : Mario Camerini
- Scenario : Mario Camerini, Mario Soldati d'après Edgar Wallace
- Photographie : Massimo Terzano (it)
- Montage : Mario Camerini
- Musique : Guido Albanese (it)
- Décors : Gastone Medin
- Production : Baldassare Negroni
- Société de production : Cines, Anonima Pittaluga
- Pays de production :  Royaume d'Italie
- Langue originale : Italien
- Format : Couleurs - 35 mm
- Durée : 69 minutes
- Genre : Film policier
- Dates de sortie :
  - Royaume d'Italie : 1933

## Distribution
- Assia Noris : Henriette
- Sandro Ruffini : Giorgio
- Elio Steiner : Comte Amati
- Giulio Gemmò : Carlo, l'avocat

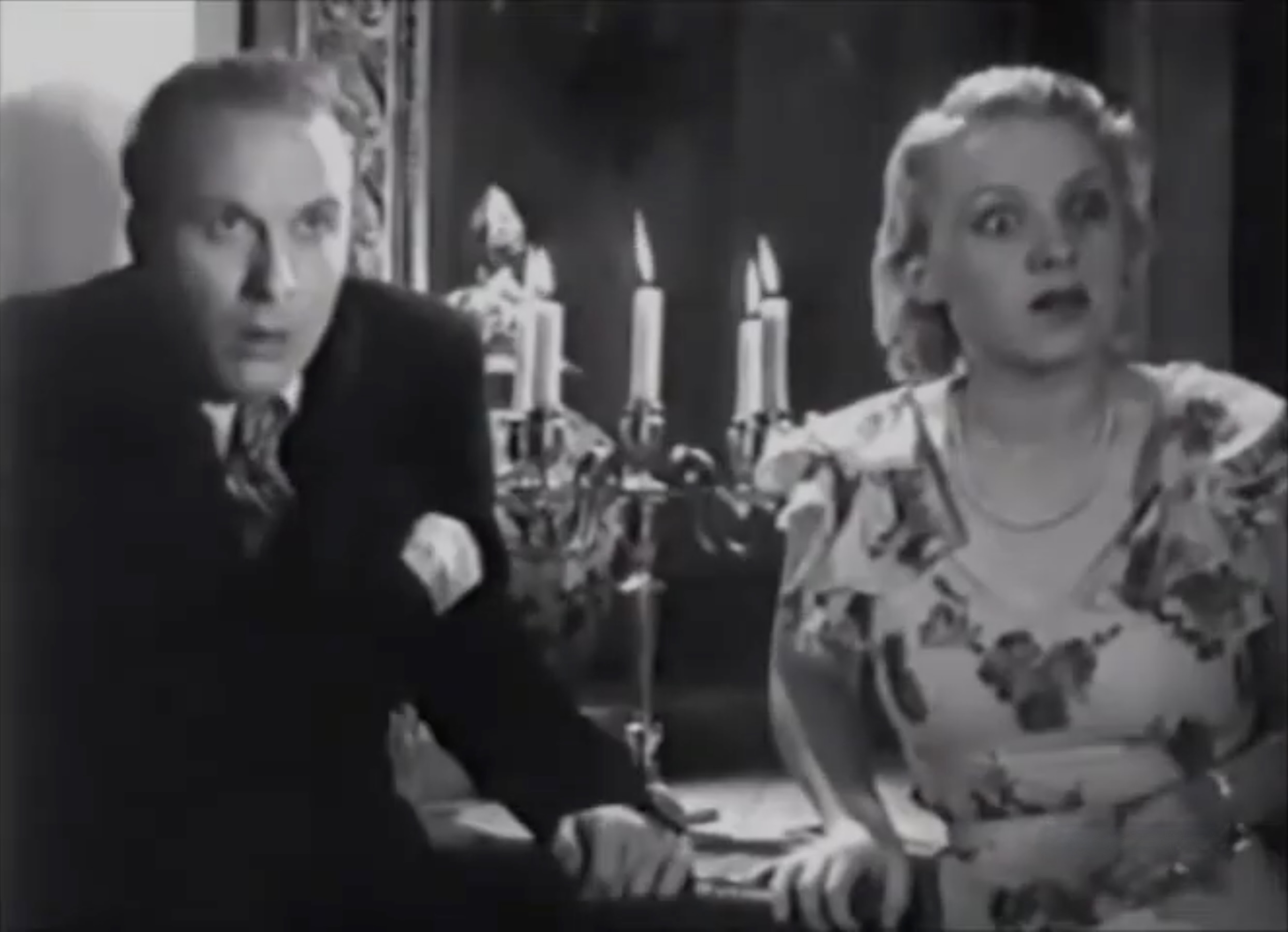
Elio Steiner et Assia Noris dans une scène du film.

- Carlo Ranieri : le vieux professeur
- Aronne Limardi : le garde-chasse
- Carlo Lombardi : Alessio, l'acteur
- Vanda Barbini : l'actrice
- Luigi Erminio D'Olivo : un invité à la fête.
- Giuditta Rissone

## Accueil critique
Dino Falconi (it), dans les pages de Il Popolo d'Italia du 8 juin 1934 écrit « Un film réalisé par Camerini est toujours une affaire brillante et savoureuse. Ainsi, même ce Giallo, bien que l'atmosphère de l'histoire ne soit pas dans son style habituel, est un film gracieux. L'interprétation de Sandro Ruffini, qui prête son masque sévère et volontaire au personnage du mari, est vraiment excellente. Assia Noris, pourtant handicapée par son accent étranger, possède une certaine fraîcheur de jeu qui est très agréable ».